# إيميكسون
إيميكسون (بالإنجليزية: Imexon)‏ (INN، الاسم التجاري Amplimexon) هي مادة تجري دراستها لإدخالها في علاج بعض أنواع السرطان، والتي تشمل البنكرياس والرئة والثدي والبروستات والورم الميلانيني.

## روابط خارجية
- دخول Amplimexon في النطاق العام لقاموس المعهد الوطني الأمريكي للسرطان

 تتضمن هذه المقالة مواد في الملكية العامة خاصة في المعهد الوطني الأمريكي للسرطان - "قاموس مصطلحات السرطان".